# Freitag lab.ag
FREITAG lab.ag est un fabricant suisse de sacs et accessoires fabriqués à partir de matériaux récupérés, principalement des bâches de camion. L'entreprise est  basée à Zurich et  nommée d'après ses fondateurs,  Daniel et Markus Freitag.

## Histoire
En 1993, les deux graphistes Daniel et Markus Freitag cherchaient un sac à la fois fonctionnel, hydrofuge et solide pour leurs projets.
Inspirés par le trafic multicolore des poids-lourds qui passaient chaque jour devant leur appartement situé en plein axe de transit à Zurich, ils mirent au point un sac de coursier à partir de vieilles bâches de camion, de chambres à air de vélo et de ceintures de sécurité usagées. C’est ainsi que les premiers sacs Freitag virent le jour dans le salon de la colocation où habitaient les deux frères – chaque sac sera unique et construit à partir de matériel recyclé.

## Produits

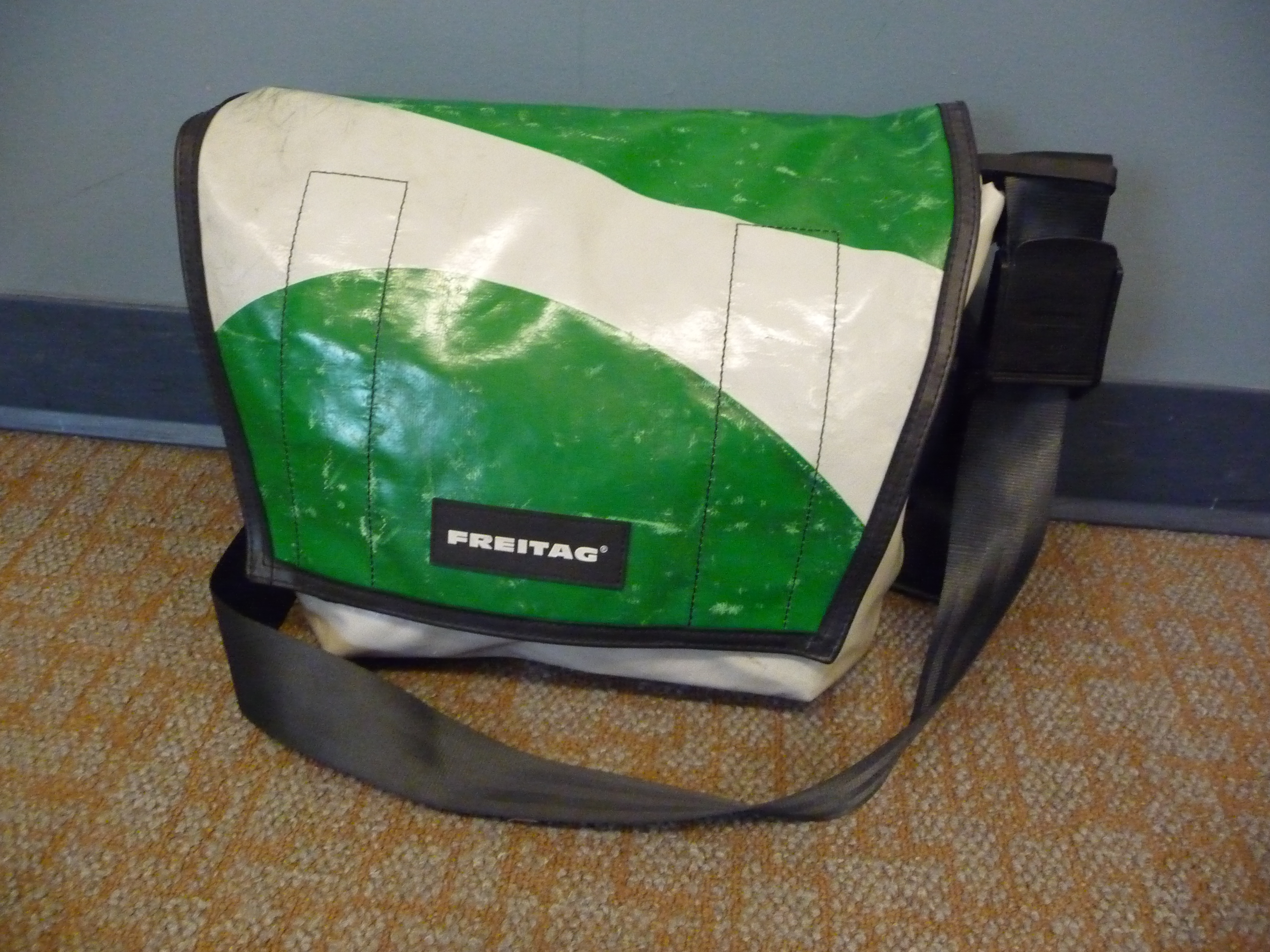
Sac Freitag

Freitag est connu principalement pour ses sacs.  

## Nature des matériaux
Les bâches de camion sont une toile de polyester dotée d'un revêtement en PVC contenant des plastifiants.
Parmi les plastifiants utilisés, certains phtalates sont nocifs. Au cours du temps, ils peuvent migrer et se déposer en surface des objets souples en PVC. Pour cette raison, leur usage est limité dans les jouets par une directive européenne .
Les bâches utilisées ne répondent pas aux normes des produits pouvant entrer en contact avec des aliments ou en contact direct avec les personnes. Seules les normes pour vêtements techniques autorisent de tels matériaux.